# 日置村 (鹿児島県)
日置村（ひおきむら）は、鹿児島県日置郡にあった村。現在の日置市の一部。

## 地理
大川の中流域に位置しており、西部には東シナ海に面しており吹上浜が広がる。

### 大字
日置村の大字は日置、山田の2大字が置かれており、現在の日置市日吉町日置、日吉町山田にあたる。

## 歴史
1889年（明治22年）4月1日には町村制が施行されたのに伴い、日置郷を構成していた日置村と山田村の区域を以て日置郡日置村が設置された。日置村役場は大字日置に置かれた。
第二次世界大戦中の1945年（昭和20年）3月18日には日置村に対してアメリカ軍の空襲が行われ、南薩鉄道上日置駅に停車中であった通学通勤時間中の列車に対して機銃掃射が行われ、3名（学生2名、車掌）が死亡したほか、多数の負傷者が出た。
1953年（昭和28年）に公布された町村合併促進法によって、狭小な町村の合併が促進されることとなり、面積が狭く人口が8,000人以下の町村は合併すべき規模とされた。直近に実施された1950年（昭和25年）の国勢調査では日置村（大字日置、大字山田）の人口は9,672人であった。当初の構想では日置村と吉利村、永吉村の一部の合併が理想的であると鹿児島県地方課も考えていたとみられるが、永吉村は伊作町と合併することとなったため、日置村は吉利村との対等合併の形を取ることとなった。1955年（昭和30年）2月9日に日置村議会において合併に関する議決を全会一致で可決し、合併申請書が提出された。
1955年（昭和30年）4月1日に日置村が吉利村と新設合併したことにより日置郡日吉町が成立し、それに伴い日置村は廃止された。

### 沿革
- 1889年（明治22年）4月1日 - 町村制の施行により、日置郡日置村、山田村が合併して村制施行し、日置村が発足[4][5]。
- 1955年（昭和30年）4月1日 - 日置郡吉利村と合併して日吉町を新設し廃止された[9]。

## 交通

### 鉄道
- 南薩鉄道
  - 上日置駅 - 日置駅